# Georges Malfait
Pour les articles homonymes, voir Malfait.
Georges Malfait, né le 9 décembre 1878 à Roubaix et mort 7 décembre 1946 dans la même ville, est un athlète français spécialiste du 100 m, du 200 m et du 400 m.

## Biographie
Le Roubaisien Georges Malfait est champion de France du 100 m en 1904 et 1905 et vice-champion en 1903, troisième au 200 m en 1908, ainsi que champion de France du 400 m en 1905 et vice-champion en 1903, 1904, 1908 et 1909,. Grâce à ces performances, il représente la France aux Jeux olympiques intercalés de 1906, aux Jeux olympiques de 1908 et aux Jeux olympiques de 1912, mais n'obtient pas de médaille.

## Palmarès

### Championnats de France
- Championnats de France d'athlétisme 1903 à Paris
  -  100 m
  -  400 m
- Championnats de France d'athlétisme 1904 à Paris
  -  100 m
  -  400 m
- Championnats de France d'athlétisme 1905 à Paris
  -  100 m
  -  400 m
- Championnats de France d'athlétisme 1908 à Paris
  -  400 m
  -  200 m
- Championnats de France d'athlétisme 1909 à Colombes
  -  400 m

## Liens externes

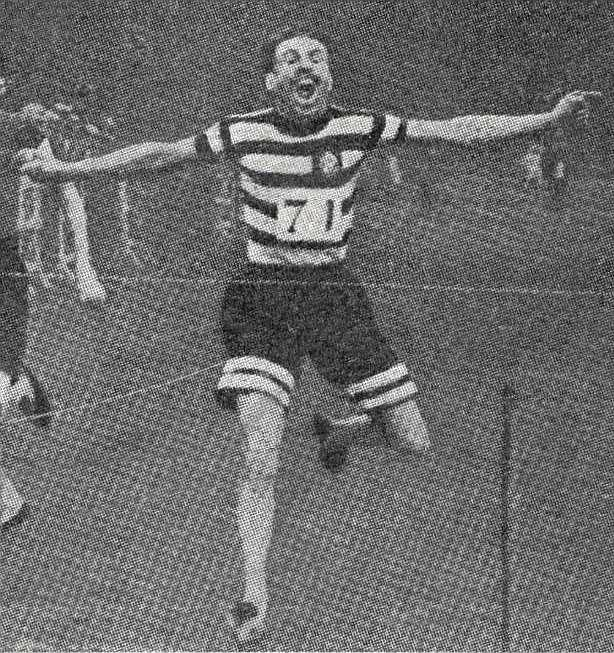
Géo Malfait (R.C. Roubaix), champion de France du 100 mètres en 1905.